# Anua xylochroa
Anua xylochroa är en fjärilsart som beskrevs av Druce 1912. Anua xylochroa ingår i släktet Anua och familjen nattflyn. Inga underarter finns listade i Catalogue of Life.